# César au tombeau d'Alexandre le Grand
Auguste au tombeau d'Alexandre le Grand est un tableau réalisé en 1878 par le peintre français Gustave Courtois. Ce tableau de grandes dimensions (176 × 144 cm) est conservé dans les collections du musée Jean-Léon Gérôme de Vesoul.
Le sujet de l'œuvre a été imposé dans le cadre du concours du prix de Rome en 1878. Les candidats devaient représenter Auguste au tombeau d'Alexandre. Le tableau de Courtois demeure l'une des œuvres les plus connues du peintre, bien qu'il n'ait pas remporté le prix, attribué à François Schommer (des « seconds » grands prix étant décernés à Henri-Lucien Doucet et Jean-Eugène Buland). 

## Description
Cette peinture à l'huile sur toile représente l'empereur Auguste auprès de la dépouille du conquérant macédonien Alexandre le Grand. On y voit le corps d'Alexandre, embaumé dans la tradition égyptienne, et Auguste se tenant debout à côté du corps. Le récit est emprunté à la Vie des Douze Césars de Suétone : en -30, Auguste désire voir le tombeau d'Alexandre (comme Jules-César dix-huit ans auparavant), et « fit extraire de son tombeau le corps d'Alexandre, lui mit avec respect une couronne sur la tête et le couvrit de fleurs ».

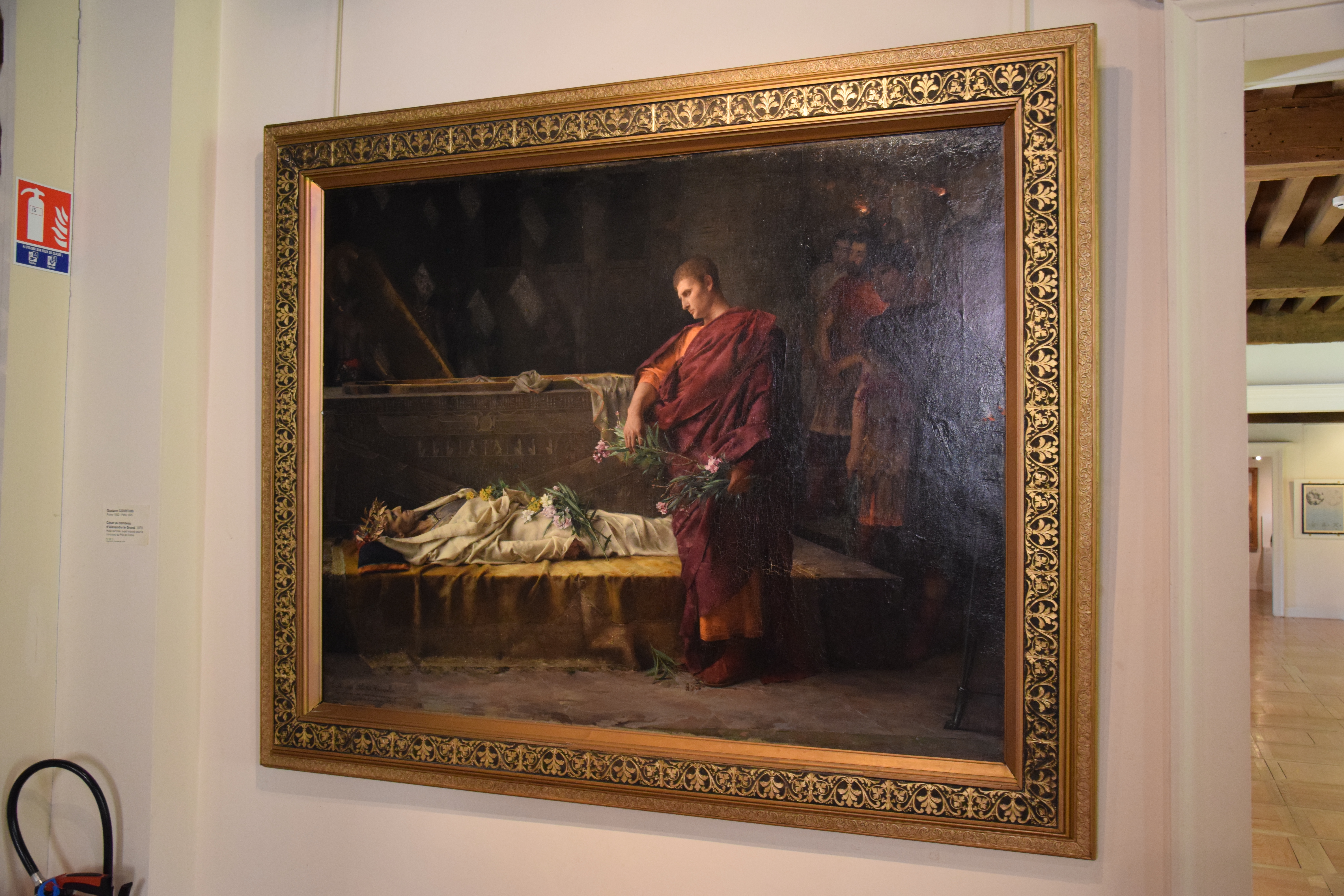
La toile avec son encadrement.